# Perconia contrasta
Perconia contrasta là một loài bướm đêm trong họ Geometridae.